# Giovanni Nincevich
Giovanni Nincevich, hrvatski boksač i boksački trener iz Pule. Jedan je od članova poznate pulske nogometne obitelji Nincevich. Prije drugoga svjetskog rata bio je aktivni boksač. Pripada nizu prvih poznatih puljskih boksača koji su postizali sjajne rezultate na domaćoj i inozemnoj sceni: Bruno Braida, Gianni Poldrugovaz, Karlo Kulijat (Carlo Culiat), Aldo Banovac, Josip Crnobori, Otto Gović, Tulio Rocco i Aldo Banovac. Prosinca 1946., u okviru društva Unione sportiva operaia osnovana boksačka sekcija koju je trenirao Nincevich. Iz te sekcije izrastao je Boksački klub Pula.